# Народный дом (Чернигов)
Народный дом или Дом трудолюбия — памятник архитектуры местного значения в Чернигове. Сейчас в здании размещается Черниговский областной спортивно-технический клуб Общества содействия обороны Украины и другие организации.

## История
Решением исполкома Черниговского областного совета народных депутатов от 12.02.1985 № 75 присвоен статус памятник архитектуры местного значения с охранным № 24-Чг под названием Народный дом. 
Здание имеет собственную «территорию памятника» и расположено в «комплексной охранной зоне» (также включает 2 памятника архитектуры —  Воскресенская церковь и колокольня, особняк Рацкевича — и 2 памятника истории), согласно правилам застройки и использования территории. 
На здании не установлена информационная доска.

## Описание
1 сентября 1895 года в Российской империи был создан комитет, который занимался опекой Домов трудолюбия. В Чернигове он находился изначально в наёмном помещении на Хлебопекарной улице, а затем переехал в дом Родзевича на Пятницкую улицу. Благотворительным комитетом было принято решение про строительство нового Дома трудолюбия с чайной, библиотекой, большой аудиторией для проведения различных мероприятий и народных чтений.
Дом трудолюбия по проекту архитектора К. Войцеховского построен в период 24.07.1899—21.10.1900 годы в юго-западной части Александровской площади. Каменный, изначально 2-этажный на цоколе, П-образный в плане. Изначально симметрические фасады здания завершали сложные декоративные парапеты. Главный фасад направлен на северо-восток, а после частичной застройки Александровской площади фактически главным стал бывший дворовой фасад — направлен на юго-запад. 
После установления советской власти в здании разместился кавалерийский эскадрон. Дом был частично разрушен в 1941 году. После Великой Отечественной войны здание было восстановлено и надстроен 3-й этаж. Каменный, 3-этажный на цоколе, П-образный в плане дом.
Сейчас в здании размещается Черниговский областной спортивно-технический клуб Общества содействия обороны Украины и другие организации.